# أندرياس فريدريك كرايغر
أندرياس فريدريك كرايغر هو قاضي وقانوني وسياسي دنماركي، ولد في 4 أكتوبر 1817 في آرندال في النرويج، وتوفي في 27 سبتمبر 1893. انتخب وزير العدل ‏ (28 مايو 1870 – 1 يوليو 1872) وانتخب وزير المالية الدنماركي ‏.